# Miliusa
Miliusa es un género de plantas fanerógamas perteneciente a la familia de las anonáceas. Son nativas del sudeste de Asia.

## Descripción
Son  árboles o arbustos erectos. Las inflorescencias son axilares, fasciculadas o cimosas. Flores sobre todo bisexuales. Pedicelo delgado, generalmente alargado.  Sépalos 3, pequeños, valvados, connados en la base. Pétalos 6, en 2 verticilos, con cada verticilo valvados; pétalos exteriores similares a sépalos, pétalos internos grandes y erectos. Frutos monocarpos, subsésiles con largo estípite, globosos a ovoides. Semillas de 1 a varias por monocarpo.

## Sistemática
El género fue descrito por Lesch. ex A.DC. y publicado en Mémoires de la Société de Physique et d'Histoire Naturelle de Genève 5: 213. 1832. La especie tipo es: Miliusa indica Lesch. ex A. DC.

### Especies
Se reconocen 38 especies:
- Miliusa amplexicaulis Ridl.
- Miliusa andamanica Finet & Gagnep.
- Miliusa balansae Finet & Gagnep.
- Miliusa bannaensis X.L. Hou
- Miliusa bidwillii (Benth.) R.E. Fr.
- Miliusa brahei (F. Muell.) Jessup
- Miliusa chunii W.T. Wang
- Miliusa codonantha Chaowasku
- Miliusa cuneata Craib
- Miliusa dioeca (Roxb.) Chaowasku & Kessler
- Miliusa dolichantha Craib
- Miliusa eriocarpa Dunn.
- Miliusa filipes Merr. & Chun
- Miliusa filipes Ridl.
- Miliusa globosa (A. DC.) Panigrahi & S.C. Mishra
- Miliusa glochidioides Hand.-Mazz.
- Miliusa horsfieldii (Bennett) Baill. ex Pierre
- Miliusa indica Lesch. ex A. DC.
- Miliusa jainii Goel & S.C. Sharma
- Miliusa leschenaultii DC.
- Miliusa longiflora Baill. ex Finet & Gagnep.
- Miliusa macrocarpa Hook. f. & Thomson
- Miliusa majestatis Damth., Sinbumr. & Chaowasku
- Miliusa montana Gardner ex Hook. f. & Thomson
- Miliusa mukerjeeana Debika Mitra & Chakr.
- Miliusa nilagirica Bedd.
- Miliusa novoguineensis Mols & Kessler
- Miliusa prolifica (Chun & F.C. How) P.T. Li
- Miliusa roxburghiana Hook. f. & Thomson
- Miliusa sahyadrica G. Rajkumar, Alister, Nazarudeen & Pandur.
- Miliusa sinensis Finet & Gagnep.
- Miliusa tectona C.E. Parkinson
- Miliusa tenuistipitata W.T. Wang
- Miliusa tirunelvelica Murugan, Manickam, Sundaresan & Jothi
- Miliusa tomentosa Finet & Gagnep.
- Miliusa traceyi Jessup
- Miliusa velutina (Dunal) Hook. f. & Thomson
- Miliusa wightiana Hook. f. & Thomson